# Jack Stubbs
Jack Stubbs (* 6. April 1913 in Schottland; † 2. Februar 1997 in Los Angeles, Kalifornien) war ein britischer Szenenbildner und Regieassistent.

## Leben
Stubbs begann seine Karriere im Filmstab 1937 als im Abspann nicht genannter Assistent in der Requisite bei den Dreharbeiten zu Sidney Lanfields Eisrevuefilm Thin Ice mit Sonja Henie und Tyrone Power in den Hauptrollen. 1939 arbeitete er erstmals für Regisseur Henry King; bis 1959 war er an insgesamt neun dessen Filmen tätig. Bis Mitte der 1950er Jahre arbeitete Stubbs hauptsächlich ohne Credit. 1956 war er für Henry Kings Literaturverfilmung Alle Herrlichkeit auf Erden zusammen mit Lyle R. Wheeler, George W. Davis und Walter M. Scott für den Oscar in der Kategorie bestes Szenenbild nominiert, die Auszeichnung ging in diesem Jahr jedoch an Daniel Manns Drama Die tätowierte Rose.
Von 1952 bis 1973 war er als Regieassistent unter anderem an den Hollywoodproduktionen König der Gauchos, Die Krone des Lebens und Eroberung vom Planet der Affen tätig. 1967 betreute er mit Doctor Dolittle seinen ersten Film als Unit Production Manager, weitere Filme in dieser Tätigkeit waren Bandolero und Tora! Tora! Tora!. Stubbs war gleichsam für Film und Fernsehen tätig und wirkte insbesondere an der Abenteuerserie Die Seaview –  In geheimer Mission, wo er als Regieassistent und Produktionskoordinator arbeitete. Zu seinen weiteren Fernsehengagements zählen die Serien Der Unsichtbare, Die Sieben-Millionen-Dollar-Frau und Der Sechs-Millionen-Dollar-Mann.

## Filmografie (Auswahl)
- 1937: Thin Ice
- 1946: Sinfonie in Swing (Do You Love Me)
- 1947: Der Hauptmann von Kastilien (Captain from Castile)
- 1952: König der Gauchos (Way of a Gaucho)
- 1952: Der rote Reiter (Pony Soldier)
- 1955: Alle Herrlichkeit auf Erden (Love is a Many Splendored Thing)
- 1955: Das verflixte 7. Jahr (The Seven Year Itch)
- 1957: Zwischen Madrid und Paris (The Sun Also Rises)
- 1958: Bravados (The Bravados)
- 1959: Die Krone des Lebens (Beloved Infidel)
- 1967: Doctor Dolittle
- 1968: Bandolero (Bandolero!)
- 1970: Tora! Tora! Tora!
- 1972: Eroberung vom Planet der Affen (Conquest of the Planet of the Apes)

## Auszeichnungen (Auswahl)
- 1956: Oscar-Nominierung in der Kategorie Bestes Szenenbild für Alle Herrlichkeit auf Erden